# Castello di Criccieth

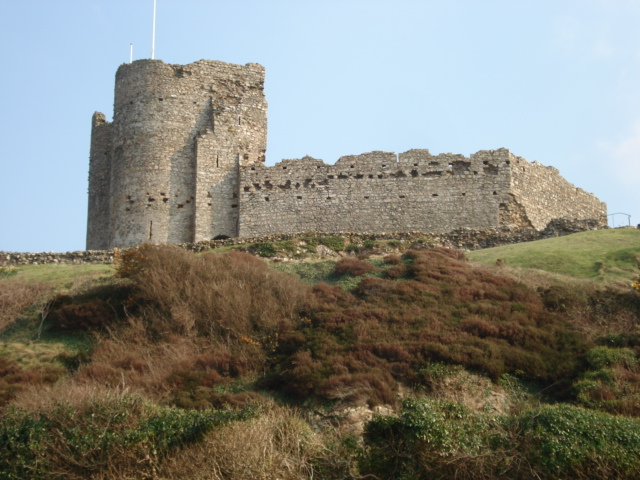
Criccieth (Galles): il castello

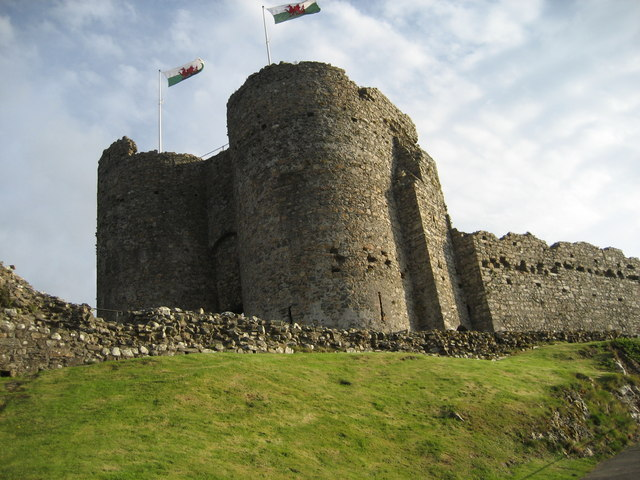
Torri del castello di Criccieth

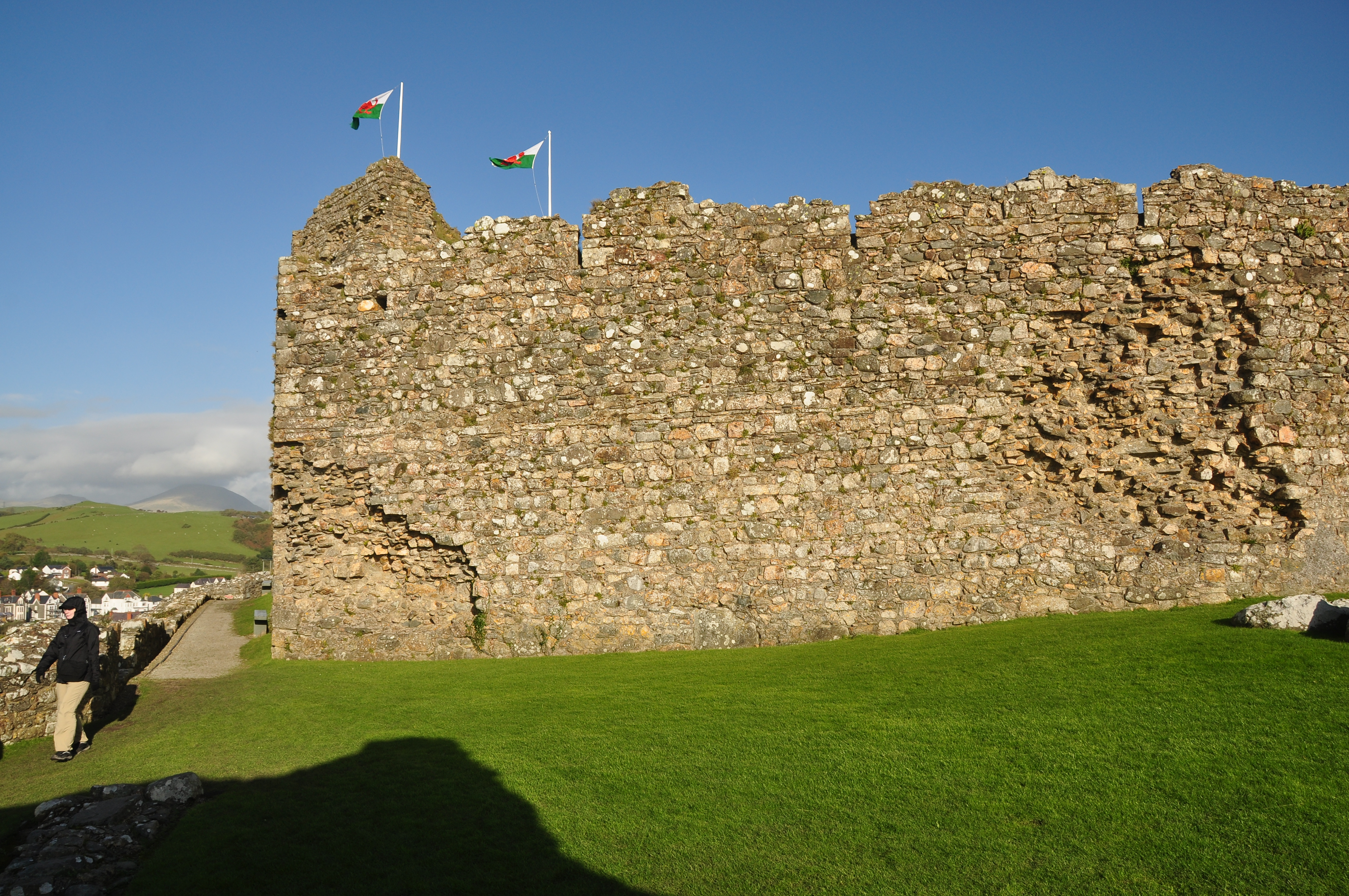
Mura del castello di Criccieth

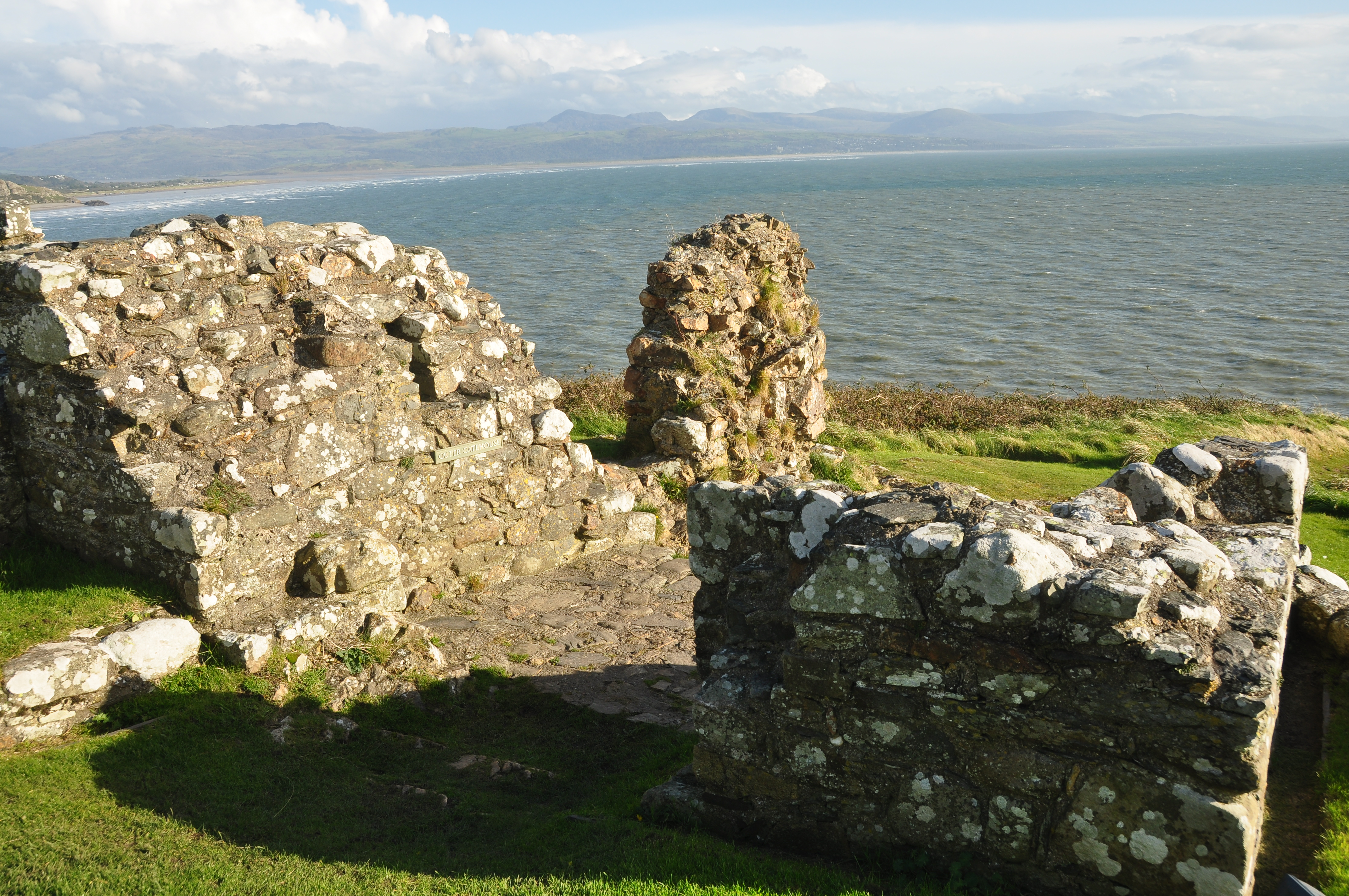
Rovine del castello di Criccieth

Il castello di Criccieth (in inglese: Criccieth Castle; in gallese: Castell Cricieth) è un castello fortificato in rovina del villaggio gallese di Criccieth, nella penisola di Llŷn (contea di Gwynedd, Galles nord-occidentale) fatto costruire tra il 1230 e il 1240 ca. dal principe Llywelyn il Grande (Llywelyn ap Iorwerth, 1173 ca.-1240).
L'edificio è classificato come castello di primo grado (dal 1949).

## Etimologia
Il nome del castello, che ha dato il nome anche al villaggio di Criccieth, deriverebbe dai termini gallesi crug, che significa "collina", e caeth, che significa "prigionieri".

## Descrizione
Il castello si erge sulla sommità di una collinetta separata da due spiagge e che si affaccia sulla baia di Porthmadog.
|  |

L'edificio è di forma triangolare ed è suddivisio in tre corti. Presenta una porta d'accesso unica nel suo genere tra i castelli eretti da Llywelyn il Grande e che probabilmente imita quella dei castelli inglesi, in particolare quella di Beeston Castle, nel Cheshire.
Tra le mura del castello, è stata rinvenuta una piccola statua in smalto e rame raffigurante Cristo (ora conservata al National Museum of Wales di Cardiff), che fa pensare all'esistenza di una cappella all'interno dell'edificio.

## Storia
La costruzione del castello voluta da Llywelyn il Grande risale probabilmente intorno al 1239 circa.
Tra il 1255 e il 1282 fu fatta probabilmente costruire una nuova ala da parte di Llywelyn Ein Llyw Olaf ap Gruffydd.
Nel 1283, il castello di Criccieth fu conquistato dalle truppe di Edoardo I d'Inghilterra. Quest'ultimo spese in seguito cifre ingenti per sistemare l'edificio.
Nel 1294 o 1295, il castello fu probabilmente assediato dai Gallesi, comandati da Madog ap Llywelyn, ma la fortezza resse all'assedio grazie alla sua posizione che poteva godere della protezione del mare.
Nel 1403-1404, il castello fu riconquistato dai Gallesi, per merito di Owain Glyndŵr, il quale però ordinò che venisse immediatamente incendiato. In seguito, l'edificio non venne più ricostruito.
|  |

Nel 1933, l'edificio fu ceduto alla stato da Lord Harlech.

## Il castello di Criccieth nella cultura di massa

### Arte
- Il castello di Criccieth è raffigurato in vari dipinti di artisti quali J. M. W. Turner[1]

|  |